# Остронаправленный луч спутниковой антенны
Остронаправленный луч, на языке телекоммуникаций, - это спутниковый сигнал, энергия которого сконцентрирована в относительно небольшом телесном угле так, что он охватывает только ограниченную географическую область на Земле. Остронаправленные лучи используются для того, чтобы наземные приёмники, расположенные только в определенной предполагаемой зоне приема, могли надлежащим образом принимать спутниковый сигнал. 
В современных спутниковых ретрансляторах число узких лучей достигает 200-300. Вследствие того, что поверхность Земли искривлена, луч с одинаковой шириной диаграммы направленности высвечивает на Земле разные зоны обслуживания. В частности, чем дальше лучи расположены от подспутниковой точки, тем сильнее они расширены в радиальном направлении. 
Одним из характерных примеров использования узконаправленных лучей являются спутниковые системы прямого вещания, такие как DirecTV и Dish Network, которые обеспечивают местное вещательное телевидение через спутник, только зрителям той части Северной Америки, для которой предназначены те или иные наземные радиовещательные станции.   
Остронаправленные лучи позволяют спутникам передавать разные сигналы данных с использованием одной и той же частоты. Поскольку спутники имеют ограниченное количество используемых частот, возможность повторного использования частоты для разных географических местоположений позволяет передавать больше локальных каналов, поскольку одна и та же частота может быть используется в нескольких регионах. Таким образом, разные данные не мешают друг другу в приемнике. 